# 馬飼野俊一
馬飼野 俊一（まかいの しゅんいち、1946年10月16日 - ）は、日本の作曲家、アレンジャー。愛知県豊橋市出身。愛知県立豊橋商業高等学校卒業。
父はギタリスト・作曲家の馬飼野昇、弟は作曲家の馬飼野康二。

## 略歴・人物
父はギタリストとして活動し、大津美子のバックバンドやご当地ソングの作曲もしていた馬飼野昇。弟・馬飼野康二とともに、幼少時から家族でタンゴバンドを組むなど音楽活動をしていた。
同郷の斉藤恒夫に師事し、「斉藤恒夫とニュー・タンゴ・メロディアンズ」のフルート奏者として活動。1969年、ピーター「夜と朝のあいだに」の編曲を担当し、編曲家デビューした。
1970年、和田アキ子の「笑って許して」で第12回日本レコード大賞・編曲賞を受賞した。また、天地真理の編曲で、一連の大ヒットを連発した。

## 主な提供作品

### あ行
- あいざき進也
  - 「バラのセレナーデ」（編曲）

- 相本久美子
  - 「くちづけの誤解」（編曲）
  - 「初夏景色」（編曲）

- あおい輝彦
  - 「センチメンタルカーニバル」（編曲）

- 青江三奈
  - 「ナイト・イン・那覇」（作曲・編曲）
  - 「悔んでみても」（編曲）
  - 「おんな酔い」（編曲）
  - 「野母崎の夜」（編曲）
  - 「悲しみのモデル」（編曲）

- 秋庭豊とアローナイツ
  - 「港です女です涙です」（編曲）
  - 「あゝ北国」（作曲・編曲）
  - 「港神戸は泣いている」（編曲）
  - 「盛り場みれん」（編曲）
  - 「ひとり言」（編曲）
  - 「さだめ」（編曲）

- アグネス・チャン
  - 「ひなげしの花」（編曲）
  - 「妖精の詩」（編曲）
  - 「草原の輝き」（編曲）
  - 「小さな恋の物語」（編曲）
  - 「星に願いを」（編曲）
  - 「しあわせの白い砂」（編曲）
  - 「想い出の散歩道」（作曲）
  - 「美しい朝がきます」（編曲）
  - 「愛の迷い子」（編曲）
  - 「恋人たちの午後」（編曲）
  - 「はだしの冒険」（編曲）

- 麻丘めぐみ
  - 「水色のページ」（編曲）
  - 「すみれの便箋」（編曲）
  - 「美しく燃えながら」（作曲・編曲）
  - 「白い微笑」（作曲・編曲）
  - 「卒業」（編曲）

- 浅田あつこ
  - 「能登の風唄」（作曲）
  - 「大阪午前0時」（作曲）
  - 「恋は道連れ花ざかり」（作曲）

- 芦川よしみ
  - 「燃える春です」（編曲）

- 麻生よう子
  - 「逃避行」（編曲）

- あべ静江
  - 「コーヒーショップで」（編曲）
  - 「もの想い」（作曲・編曲）
  - 「透きとおった哀しみ」（作曲・編曲）

- 天地真理
  - 「ちいさな恋」（編曲）
  - 「ひとりじゃないの」（編曲）
  - 「虹をわたって」（編曲）
  - 「真冬のデイト」（編曲）
  - 「恋する夏の日」（編曲）
  - 「もの想う季節」（編曲）
  - 「わたしの場合」（編曲）

- 市川由紀乃
  - 「雪恋華」（編曲）

- 伊東ゆかり
  - 「わたしだけのもの」（編曲）
  - 「いつも昨日のように」（作曲・編曲）
  - 「信頼」（編曲）
  - 「彼」（作曲・編曲）
  - 「深夜放送」（編曲）
  - 「ゆうべ」（編曲）

- 上杉香緒里
  - 「風群」（編曲）
  - 「北桟橋」（編曲）

- 内山田洋とクール・ファイブ
  - 「港の別れ唄」（編曲）
  - 「この愛に生きて」（編曲）
  - 「海鳥の鳴く日に」（編曲）
  - 「愛の扉」（編曲）

- 大橋恵里子
  - 「女っぽいでしょう」（編曲）

- 大信田礼子
  - 「何がどうしてこうなった」（編曲）
  - 「嵐を呼ぶ女」（編曲）

### か行
- 片平なぎさ
  - 「田園調布の珈琲店」（編曲）

- 加藤登紀子
  - 「少年は街を出る」（編曲）
  - 「愛のくらし」（編曲）
  - 「生きてりゃいいさ」（編曲）

- 川島なお美
  - 「シャンペンNo.5」（編曲）
  - 「あなたの胸はドリーム・ランド」（作曲・編曲）

- 川中美幸
  - 「昔のように港町」（編曲）

- 神田広美
  - 「薔薇詩集」（作曲・編曲）

- 北川大介
  - 「北の終着駅」（編曲）
  - 「北に生まれたその女は」（編曲）
  - 「そんな鷗の港町」（編曲）
  - 「星空のツイスト」（編曲）

- 北原ミレイ
  - 「ざんげの値打ちもない」（編曲）
  - 「棄てるものがあるうちはいい」（編曲）
  - 「流れる」（編曲）
  - 「ひとり旅」（編曲）
  - 「石狩挽歌」（編曲）
  - 「浮雲」（編曲）
  - 「春」（編曲）
  - 「矢車の花」（編曲）
  - 「盲僧琵琶を追いかけろ」（編曲）
  - 「漁歌」（編曲）
  - 「すゝきのブルース」（編曲）
  - 「流されて」（編曲）
  - 「愛することをほしがらない」（編曲）
  - 「そんな夜は小夜曲」（編曲）
  - 「天国のかけら」（編曲）
  - 「番屋」（編曲）
  - 「涙の翼」（編曲）
  - 「港のリリー」（編曲）

- キャロライン洋子
  - 「おしゃまなブンブン」（編曲）
  - 「とっても素敵なあなた」（作曲・編曲）

- 杏真理子
  - 「さだめのように川は流れる」（編曲）
  - 「涙の空に虹が出る」（作曲・編曲）
  - 「風とともに消えた」（編曲）

- 草刈正雄
  - 「ぼくの一番長い日」（編曲）

- 黒川真一朗
  - 「人生酒場」（編曲）

- 研ナオコ
  - 「屋根の上の子守唄」（編曲）

- 小林幸子
  - 「男と女の曲り角」（作曲・編曲）
  - 「お嫁に行くわ」（作曲・編曲）
  - 「ふたりはひとり」（編曲）
  - 「ふたたびの」（編曲）

- 小柳ルミ子
  - 「桜前線」（編曲）
  - 「恋ごころ」（編曲）

### さ行
- 西城秀樹
  - 「素足のふたり」（作曲・編曲）
  - 「愛の犯ち」（作曲・編曲）

- 斉藤慶子
  - 「やさしさ、ひととき」（編曲）
  - 「Flashin' Back」（編曲）
  - 「ラブポーション」（作曲・編曲）

- 榊原郁恵
  - 「私の先生」（編曲）

- 坂本冬美
  - 「桜の如く」（編曲）

- 佐良直美
  - 「ジャスミンの部屋」（編曲）
  - 「素顔」（編曲）

- 子門真人
  - 「がまがえるガマエル」（作曲・編曲）

- 朱里エイコ
  - 「見捨てられた子のように」（編曲）
  - 「愛の場所」（作曲・編曲）

- ジローズ
  - 「戦争を知らない子供たち」（編曲）
  - 「鏡の中」（編曲）

- 神野美伽
  - 「恋隠し」（編曲）
  - 「万華一夜」（編曲）

- 水前寺清子
  - 「祭りになればいい」（編曲）
  - 「あなたの光はどんな色」（編曲）
  - 「涙のマーチ」（編曲）
  - 「夫婦」（編曲）

- 瀬川瑛子
  - 「あのひとの雪国」（編曲）

- 瀬口侑希
  - 「不如帰」（編曲）
  - 「命果てるとも」（編曲）
  - 「放浪記」（編曲）

- 千昌夫
  - 「あきらめの朝」（編曲）

### た行
- 多岐川裕美
  - 「神戸メランコリー」（編曲）

- 谷ちえ子
  - 「花の女子高数え歌」（編曲）
  - 「私はシンデレラ」（編曲）

- 谷隼人
  - 「男の流れ歌」（編曲）
  - 「狼は二度吠える」（作曲・編曲）

- ちあきなおみ
  - 「禁じられた恋の島」（編曲）
  - 「恋慕夜曲」（編曲）
  - 「恋挽歌」（編曲）

- チェリッシュ
  - 「なのにあなたは京都へゆくの」（編曲）
  - 「若草の髪かざり」（作曲・編曲）
  - 「避暑地の恋」（作曲・編曲）
  - 「てんとう虫のサンバ」（作曲・編曲）
  - 「白いギター」（作曲・編曲）
  - 「哀愁のレイン・レイン」（作曲・編曲）
  - 「ペパーミント・キャンディー」（作曲）
  - 「千羽鶴」（作曲）
  - 「夕映えの恋人達」（作曲・編曲）
  - 「五月の風が吹くと」（編曲）
  - 「夏の出来事」（編曲）
  - 「夏のドン」（編曲）
  - 「約束は心の中に」（作曲）

- チョー・ヨンピル
  - 「想いで迷子」（編曲）
  - 「心ボロボロ」（編曲）
  - 「冬物語」（編曲）
  - 「夕顔恋唄」（編曲）

- 津々井まり
  - 「人魚の恋」（編曲）
  - 「首ったけ」（編曲）

- 天童よしみ
  - 「風が吹く」（編曲）

### な行
- 中村晃子
  - 「自由なかもめ」（編曲）
  - 「ガラスの城」（編曲）
  - 「あの街はどこへいった」（編曲）

- 新沼謙治
  - 「銀河鉄道」（編曲）
  - 「旅先の雨に」（編曲）
  - 「片想いなら」（編曲）

- 西尾夕紀
  - 「女しだいで男も変る」（編曲）
  - 「花燃えて」（編曲）
  - 「愛はそのまま」（編曲）

- にしきのあきら
  - 「はじめは片想い」（編曲）

- 西島三重子
  - 「のんだくれ」（編曲）
  - 「池上線」（編曲）

- 野口五郎
  - 「青い日曜日」（作曲・編曲）
  - 「めぐり逢う青春」（作曲・編曲）
  - 「君が美しすぎて」（作曲・編曲）
  - 「愛さずにいられない」（作曲・編曲）
  - 「告白」（作曲・編曲）
  - 「愛ふたたび」（編曲）
  - 「愛のきらめき」（作曲・編曲）

- のこいのこ
  - 「のりたいでんしゃ はしるきかんしゃ」（編曲）
- 野村真樹
  - 「歌舞伎町の女」（編曲）
  - 「船乗りになりたい」（編曲）
  - 「夕闇の果て」（編曲）
  - 「横浜あたり」（編曲）
  - 「昼下りの喫茶店」（編曲）
  - 「北のブルース」（編曲）
  - 「駅」（編曲）
  - 「今夜だけは」（編曲）

### は行
- 林寛子
  - 「危険がいっぱい」（編曲）

- 原田悠里
  - 「ひとり旅立ち」（編曲）
  - 「三年ぶりの人だから」（作曲）
  - 「お水取り」（編曲）
  - 「砂の道」（編曲）

- ピーター
  - 「夜と朝のあいだに」（編曲）
  - 「愛の美学」（編曲）
  - 「愛するゆえに懺悔して」（編曲）
  - 「こまらせないで」（編曲）
  - 「シャンゼリゼの夜」（編曲）
  - 「生きているのが淋しくて」（編曲）

- 日野美歌
  - 「あなたの名残り」（編曲）
  - 「想い出グラス」（編曲）
  - 「Kiss Me よこはま」（編曲） ※馬飼野康二と共編曲。
  - 「想い人」（編曲）

- ヴィレッジ・シンガーズ
  - 「ここより永遠に」（編曲）

- 藤圭子
  - 「哀別」（編曲）
  - 「愛の孤独」（編曲）
  - 「雨の仙台」（編曲）
  - 「女だから」（編曲）
  - 「面影平野」（編曲）

- 舟木一夫
  - 「青年の唄」（編曲）
  - 「よみがえる夜明け」（編曲）
  - 「明日に向って走れ!」（編曲）
  - 「君の手で花束を」（編曲）

- 星克己
  - 「花と少女」（編曲）

- 細川たかし
  - 「女の十字路」（編曲）
  - 「おんなの春」（編曲）
  - 「遠い灯り」（編曲）
  - 「北酒場」（編曲）
  - 「オホーツクの町」（編曲）
  - 「酔いつぶれて横浜」（作曲・編曲）
  - 「人生航路」（編曲）
  - 「まだ夢が聞こえる」（編曲）
  - 「うかれ節」（編曲）
  - 「人生希望と辛抱だ」（作曲・編曲）
  - 「北の五番町」（編曲）
  - 「北岬」（編曲）

- 本郷直樹
  - 「燃える恋人」（編曲）
  - 「愛ある説得」（編曲）

- 本間勇輔
  - 「ふねがゆく」（作曲・編曲）

### ま行
- 松尾雄史
  - 「トマム絶唱」（編曲）

- 松本ちえこ
  - 「ぼく」（作曲・編曲）
  - 「猫とあいつ」（編曲）

- 美川憲一
  - 「銀座・おんな・雨」（編曲）
  - 「さそり座の女」（編曲）
  - 「夜の船にのって」（編曲）

- 美空ひばり
  - 「それでも私は生きている」（編曲）
  - 「旅人」（編曲）

- 森進一
  - 「旅路のはてに」（作曲・編曲）
  - 「見知らぬ女」（編曲）
  - 「襟裳岬」（編曲）
  - 「別れの接吻」（編曲）
  - 「故郷」（編曲）
  - 「つくり花」（編曲）
  - 「しあ*わせ挽歌」（編曲）
  - 「きみよ荒野へ」（編曲）
  - 「待たせたね」（編曲）
  - 「慕情」（編曲）

- 森昌子
  - 「記念樹」（編曲）
  - 「面影の君」（編曲）
  - 「恋ひとつ雪景色」（編曲）
  - 「港のまつり」（編曲）
  - 「なみだの桟橋」（編曲）
  - 「父娘草」（編曲）
  - 「お嫁にゆきます」（編曲）
  - 「花暦」（編曲）
  - 「立待岬」（編曲）
  - 「古都の春」（編曲）

- 森山愛子
  - 「東京挽歌」（編曲）
  - 「おんなの神輿」（編曲）

### や行以降
- 八代亜紀
  - 「ブルーレイン大阪」（編曲）
  - 「恋慕夜曲」（編曲）
  - 「かもめの歌」（編曲）
  - 「冬の恋歌」（編曲）

- 山内惠介
  - 「愛が信じられないなら」（編曲）
  - 「さらせ冬の嵐」（編曲）
  - 「唇スカーレット」（編曲）
  - 「残照」（編曲）

- 山口百恵
  - 「春風のいたずら」（編曲）
  - 「秘密をもった少女」（作曲・編曲）
  - 「放課後」（作曲・編曲）
  - 「恋のニュース」（作曲・編曲）

- 山本譲二
  - 「湘南哀歌」（編曲）
  - 「男詩」（編曲）
  - 「夢という名のお前」（編曲）
  - 「夜叉のように」（編曲）
  - 「夕陽」（編曲）
  - 「ひとりで泣くなよ」（作曲・編曲）

- 由紀さおり
  - 「恋文」（編曲）
  - 「ひき潮」（編曲）

- 由美かおる
  - 「もいちど河原町」（編曲）
  - 「女の糸」（編曲）
  - 「別れる前に」（編曲）

- 和田アキ子
  - 「笑って許して」（編曲）
  - 「貴方をひとりじめ」（編曲）
  - 「卒業させてよ」（作曲・編曲）
  - 「天使になれない」（編曲）
  - 「私は歩いている」（編曲）
  - 「この命奪って」（作曲・編曲）
  - 「もっと自由に」（編曲）
  - 「二杯目のお酒」（編曲）
  - 「夜更けのレストラン」（編曲）

## 作品の香港広東語版 (Cover Version)
- May Cheng（鄭寶雯）
  - 人生多少欠債（1979）- 白い微笑（麻丘めぐみ）（日本語元版）
- ケン・チョイ（蔡楓華）
  - 再不想買花（1980）- 千羽鶴 （チェリッシュ）（日本語元版）

- アニタ・ムイ（梅艷芳）
  - 莫問起（1982）- 放課後（山口百恵）（日本語元版）